# Brabham BT56
A Brabham BT56 egy Formula–1-es versenyautó, melyet John Baldwin és Sergio Rinland tervezett az 1987-es Formula–1 világbajnokságra a Brabham csapatnak. Ez volt az utolsó turbómotoros Brabham, és az utolsó szezon, amikor még Bernie Ecclestone volt a tulajdonos. A csapat az idényben olasz versenyzőkkel állt ki, Riccardo Patrese és Andrea de Cesaris mellett Stefano Modena versenyztek a csapatnál.

## Története
Az autó motorja az előző évihez hasonlóan soros négyhengeres BMW turbómotor volt, de miután a gyártó kivonult a Formula–1-ből, ezért nem nyújtottak már gyári támogatást. Ebben az idényben a turbómotorokban a turbónyomást 4 barra kellett csökkenteni, de még így is közel 900 lóerő körüli volt a teljesítménye.  Ezen túlmenően voltak bőven változtatások. A radikális dizájnú BT55-ös gyermekbetegségei miatt kiábrándító 1986-os évet feledtetve új, hagyományosabb kasztnit terveztek - de már nem Gordon Murray, aki a McLaren csapathoz igazolt, hanem Sergio Rinland és John Baldwin. Új sebességváltót készítettek, valamint az abroncsokat is a Goodyear szállította.
A BT56-os ennek ellenére sem volt túl gyors: bár voltak ígéretes megvillanásai (Patrese San Marinóban a második helyen is haladt, míg ki nem esett a generátor meghibásodása miatt), de sehol nem volt az élcsapatokhoz képest, ráadásul megbízhatatlan konstrukció volt. Patrese a 16 versenyből csak hatot tudott befejezni, de Cesaris pedig mindössze kettőt - igaz, abból az egyiket a dobogós harmadik helyen. Utóbbi versenyző az autó hibáin túl rendszeresen balesetek részese is volt. Patrese helyett az utolsó futamon Stefano Modena ült be, de kiesett.
Az év végén Bernie Ecclestone eladta a csapatát a svájci üzletembernek, Walter Brunnak, aki aztán az 1988-as idényre nem is nevezett.

## Eredmények
| Év   | Csapat                    | Motor      | Gumik | Pilóták           | 1   | 2   | 3   | 4   | 5   | 6   | 7   | 8   | 9   | 10  | 11  | 12  | 13  | 14  | 15  | 16  | Pontok | Helyezés |
| ---- | ------------------------- | ---------- | ----- | ----------------- | --- | --- | --- | --- | --- | --- | --- | --- | --- | --- | --- | --- | --- | --- | --- | --- | ------ | -------- |
| 1987 | Motor Racing Developments | BMW M12/13 | G     |                   | BRA | SMR | BEL | MON | DET | FRA | GBR | GER | HUN | AUT | ITA | POR | ESP | MEX | JPN | AUS | 10     | 8.       |
| 1987 | Motor Racing Developments | BMW M12/13 | G     | Riccardo Patrese  | KI  | 9   | KI  | KI  | 9   | KI  | KI  | KI  | 5   | KI  | KI  | KI  | 13  | 3   | 11  |     | 10     | 8.       |
| 1987 | Motor Racing Developments | BMW M12/13 | G     | Stefano Modena    |     |     |     |     |     |     |     |     |     |     |     |     |     |     |     | KI  | 10     | 8.       |
| 1987 | Motor Racing Developments | BMW M12/13 | G     | Andrea de Cesaris | KI  | KI  | 3   | KI  | KI  | KI  | KI  | KI  | KI  | KI  | KI  | KI  | KI  | KI  | KI  | 8   | 10     | 8.       |

## Forráshivatkozások
1. 1 2  Legendák a lejtőn – Brabham (magyar nyelven). Napi F1 sztori, 2022. június 7. (Hozzáférés: 2024. október 8.)

## Fordítás
- Ez a szócikk részben vagy egészben  a   Brabham BT56 című angol Wikipédia-szócikk ezen változatának fordításán alapul.  Az eredeti cikk szerkesztőit annak laptörténete sorolja fel. Ez a jelzés csupán a megfogalmazás eredetét és a szerzői jogokat jelzi, nem szolgál a cikkben szereplő információk forrásmegjelöléseként.